# 6 mai 1936
Le mercredi 6 mai 1936 est le 127e jour de l'année 1936.

## Naissances
- Bernard Lemaire, homme d'affaires et ingénieur canadien
- Brian Johns, homme d'affaires et journaliste australien
- Gérard Vervoort, athlète français
- Gilbert Fioriti, footballeur français
- Jörg Lehne, alpiniste allemand
- Jean-François Poron, acteur français
- Jean Le Gac, peintre français
- Richard de Prémare, peintre français

## Décès
- Albert Dalimier (né le 20 février 1875), homme politique français
- Clara Bohm-Schuch (née le 5 décembre 1879), femme politique allemande

## Événements
- Création du Front populaire chilien